# SP-121
A SP-121 é uma rodovia transversal do estado de São Paulo, administrada pelo Departamento de Estradas de Rodagem do Estado de São Paulo (DER-SP).

## Denominações
Recebe as seguintes denominações em seu trajeto:
Nome:	Gabriel Ortiz Monteiro, Major, Rodovia
- De - até:	SP-125 - Redenção da Serra
- Legislação: LEI 2.091 DE 31/08/79

Nome:	Octacílio Fernandes da Silva, Rodovia
- De - até:	Redenção da Serra - Natividade da Serra
- Legislação: LEI 2.091 DE 31/08/79

## Descrição
Principais pontos de passagem: SP 125 - Redenção da Serra - Natividade da Serra

## Características

### Extensão
- Km Inicial: 0,000
- Km Final: 34,450

### Localidades atendidas
- Taubaté
- Redenção da Serra
- Natividade da Serra